# John Campbell (9. książę Argyll)
John Campbell, 9. książę Argyll, właśc. John George Edward Henry Douglas Sutherland Campbell, 9. książę Argyll, przez dużą część życia znany jako Markiz Lorne (Marquess of Lorne) (ur. 6 sierpnia 1845 w Londynie, zm. 2 maja 1914 tamże) – brytyjski polityk, w latach 1878–1883 gubernator generalny Kanady.
Jako niespełna dwuletnie dziecko uzyskał grzecznościowy tytuł markiza Lorne (co przekładało się na potoczne określanie go mianem Lorda Lorne). W latach 1868–1878 zasiadał w Izbie Gmin z ramienia Liberałów. W 1871 poślubił księżniczkę Ludwikę, jedną z córek królowej Wiktorii. Głównie za sprawą swoich królewskich koligacji jako zaledwie 33-letni polityk został gubernatorem generalnym Kanady. Jego nominacja wzbudziła tam spore emocje, bowiem po raz pierwszy najwyższe stanowisko w państwie miał zająć ktoś tak blisko spokrewniony z monarchinią.
Po powrocie do Anglii otrzymał honorowy w znacznej mierze tytuł Gubernatora Zamku w Windsor, który posiadał dożywotnio, a w 1895 ponownie został wybrany do Izby Gmin. Zasiadał w niej 5 lat, po czym po śmierci swojego ojca stał się 9. księciem Argyll i otrzymał miejsce w Izbie Lordów. Ze względu na osobę żony, już od ślubu mieszkał w apartamencie w Pałacu Kensington. Zmarł w 1914 na zapalenie płuc.